# Porte aux boules

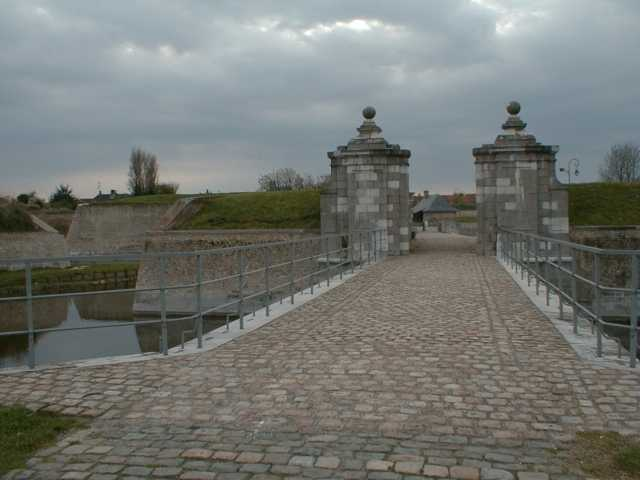
Porte aux boules

De Porte aux boules (ook: Porte de Dunkerque) is een stadspoort in de tot het Noorderdepartement behorende stad Grevelingen.

## Geschiedenis
Sinds het tijdperk van Vauban (2e helft 17e eeuw) kon men de stad Grevelingen slechts door twee stadspoorten verlaten: de Porte de Calais en de Porte de Dunkerque. De Porte de Calais werd gesloopt. Er kwam door Grevelingen een directe verkeersverbinding van Duinkerke naar Calais, waardoor het verkeer niet meer via de 19e-eeuwse Porte de Dunkerque moest gaan.
De naam Porte aux boules is afkomstig van de bollen die op de zijwanden van de toegangspoort zijn te vinden.